# Филипп Флоринус фон Пфальц-Зульцбах
Принц Филипп Флоринус фон Пфальц-Зульцбах (нем. Philipp Florinus von Pfalz-Sulzbach; 20 января 1630, Зульцбах-Розенберг — 4 апреля 1703, Нюрнберг) — германский наемный военачальник.

## Биография
Четвертый сын пфальцграфа Августа Зульцбахского и принцессы Хедвиги Гольштейн-Готторпской.
Начал свою карьеру в лотарингской армии, затем поступил на шведскую службу. В ходе датско-шведской войны воевал в Пруссии под командованием Карла X Густава. 25 августа 1659 стал шведским фельдмаршалом. 14 ноября 1659 был разгромлен в сражении при Нюборге на острове Фюн датско-имперскими войсками Ганса фон Шака и Эрнста Альбрехта фон Эберштейна и был вынужден ночью спасаться бегством.
После смерти шведского короля он нанялся на службу Венеции и участвовал в Кандийской войне. В 1662 году стал венецианским генералиссимусом, но в том же году из-за конфликта с другими военачальниками покинул Венецию и поступил на имперскую службу. 15 февраля 1664 был произведен в генерал-фельдмаршалы. Командовал императорской кавалерией в битве при Сентготхарде. Затем служил во французских и шведских войсках и, закончил службу в баварской армии, где 28 марта 1675 также стал фельдмаршалом.
Был холост.